# Rheinwerke
Die Rheinwerke GmbH (Eigenschreibweise: RheinWerke GmbH) sind eine gemeinsame Tochtergesellschaft der Stadtwerke Düsseldorf AG und der RheinEnergie AG aus Köln. Beide Unternehmen halten jeweils 50 Prozent der Anteile.
Die Gesellschaft wurde am 16. Mai 2013 gegründet. Sie konzentriert ihre Geschäftstätigkeit derzeit auf die drei Kernthemen Elektromobilität, Fernwärme in der Metropolregion Rheinland (Fernwärmeverbund Rheinschiene Köln – Düsseldorf) und dem Ausbau Erneuerbarer Energien. Unternehmenssitz der RheinWerke wird Düsseldorf.
Ein Sprecher der Stadtwerke Düsseldorf sagte: „Die Gespräche, die wir seit 2010 mit Köln für eine gegenseitige Unterstützung beim Netzgeschäft führen, sollen auf Themen der Energiewende ausgeweitet werden.“ Personal soll die neue Gesellschaft zunächst nicht haben; sie soll Personal der Mütterunternehmen einsetzen. Die RheinWerke sollen einen Beirat bekommen, in dem die Gesellschafter sowie Arbeitnehmervertreter sitzen.
Ein erstes Projekt ist die Beteiligung mit 50 Prozent an der Projektgesellschaft "Biogas Pool 3 für Stadtwerke GmbH & Co. KG", die eine Biogasaufbereitungsanlage im brandenburgischen Wolfshagen baut.

## Sonstiges
Es gab eine namensähnliche Firma 'Rheinwerk', die  Abfall- und Wertstoffbehälter herstellte. Sie fusionierte zum 1. Juli 2013 zur Marke ESE.